# Poecilomorpha chariensis
Poecilomorpha chariensis is een keversoort uit de familie halstandhaantjes (Megalopodidae). De wetenschappelijke naam van de soort werd in 1912 gepubliceerd door Maurice Pic.